# 奇美実業
奇美実業（中国語: 奇美實業股份有限公司、英文社名：CHIMEI Corporation）は、台湾の化学工業を中心とする企業グループ及びその中心企業。分野は合成樹脂・繊維・バイオテクノロジー・石油化学・電子部品・食品と多岐に渡る。本社は台南市仁徳区にある。日本語では「チーメイ」と表記されることもある。

## 沿革
奇美実業は1960年に許文龍によって「奇美實業廠」として設立された。ポリスチレン樹脂の需要拡大に伴い、三菱油化と提携し生産を開始。アクリル樹脂の生産で台湾最大となり、1992年に奇美実業と改名、グループ企業として多角化・発展した。1997年には子会社として奇美電子を設立、世界有数の液晶パネル製造会社となった（2010年に群創光電と合併、奇美グループから実質離脱）。2001年には日本IBMとの合弁でインターナショナルディスプレイテクノロジー株式会社を設立。

## 関連企業
- 石油化学
  - 奇美実業
  - 鎮江奇美化工
- エレクトロニクス
  - 新視代科技
  - 奇景光電
  - 奇晶光電
  - 奇力光電科技
  - 啓耀光電
  - 奇美材料科技
  - 奇美精密科技
  - 奇美能源
  - 奇菱科技
- 貿易・物流
  - 聯奇開発
  - 佳美貿易
  - 奇美物流
  - 奇美油倉
  - 鎮江奇美油倉
- エンジニアリング
  - 保仁工程
  - 富臨科技
  - 東捷科技
- 食品
  - 奇美食品
  - 奇美咖啡
  - 富食団膳
- 文化・公益事業
  - 奇美文化基金会
  - 奇美博物館
  - 奇美医学センター
  - 奇美文化発展事業